# Libnotes fijiensis
Libnotes fijiensis är en tvåvingeart som först beskrevs av Alexander 1914.  Libnotes fijiensis ingår i släktet Libnotes och familjen småharkrankar. Inga underarter finns listade i Catalogue of Life.